# Доходный дом А. С. Хренова (Таврическая улица, 5)
Доходный дом А. С. Хренова — памятник архитектуры. Расположен в Центральном районе Санкт-Петербурга, современный адрес дома — Таврическая улица, 5.
Построен владельцем в 1908—1909 годах с элементами неоклассики в оформлении. Согласно влиянию модерна, окна разномодульные, с надоконными перемычками, видны металлические балки здания, симметричный трёхосевой фасад с тремя ризалитами облицован белым кирпичом, розовым и серым гранитом (в частности, полоса гранита идёт между этажами), частично зелёной керамикой. К более классическим деталям относятся колонны портала, рустованные архивольты, сандрики, геометрический узор решёток балконов, венки и ленты. Углы эркеров, подобных эркерам ранее построенного Хреновым собственного дома, и центральный ризалит по углам скруглены, по центру сделан небольшой палисадник.
На лестничной клетке дома расположена круглая шахта лифта, вестибюль просторный. Окна лестничных площадок украшены в технике росписи по бесцветному стеклу жёлтыми и коричневыми гирляндами, перекликающимися с узором перил лестницы и оформлением вестибюля (сохранность витражей описана в 2012 году, в инвентаризации 2019—2024 годов они отсутствуют).
У дома сделан световой дворик и основной двор неправильной многоугольной формы.
А. С. Хренов с семьёй сам поселился в этом доме. В доме также жили В. И. Бекаури, А. Н. Лодыгин, В. П. Шуберский.
В 2019 году дом вошел в перечень 255 многоквартирных домов — памятников архитектуры с особо сложными фасадами, которые предполагается отреставрировать по программе КГИОП «Наследие».